# Phyllomedusa iheringii
Phyllomedusa iheringii és una espècie de granota que viu al Brasil i a Uruguai.
Està amenaçada d'extinció per la pèrdua del seu hàbitat natural.